# Federazione siriana
La Federazione siriana (in francese Fédération Syrienne, in arabo الاتحاد السوري‎?) ufficialmente Federazione degli Stati autonomi della Siria, fu creata il 28 giugno 1922 dall'Alto Commissario Henri Gouraud. Era composta dagli Stati di Aleppo, Damasco e degli Alauiti. La federazione ebbe fine il 1º gennaio 1925, dopo che entrò in vigore il decreto firmato il 5 dicembre precedente.

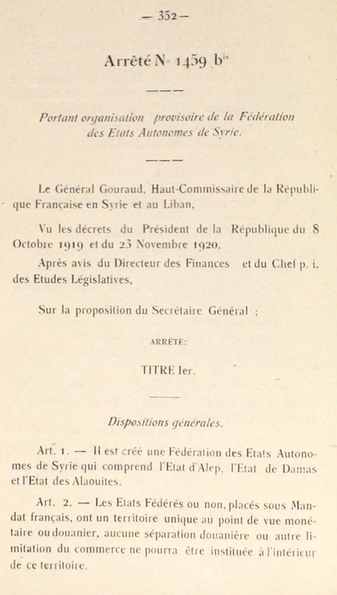
L'ordine nr. 1459 con il quale fu creata la federazione.